# Chiaromonte
Chiaromonte är en ort och kommun i provinsen Potenza i regionen Basilicata i Italien. Kommunen hade 1 922 invånare (2017).